# Golub-Dobrzyń (gromada)
Golub-Dobrzyń – dawna gromada, czyli najmniejsza jednostka podziału terytorialnego Polskiej Rzeczypospolitej Ludowej w latach 1954–1972.
Gromady, z gromadzkimi radami narodowymi (GRN) jako organami władzy najniższego stopnia na wsi, funkcjonowały od reformy reorganizującej administrację wiejską przeprowadzonej jesienią 1954 do momentu ich zniesienia z dniem 1 stycznia 1973, tym samym wypierając organizację gminną w latach 1954–1972.
Gromadę Golub-Dobrzyń z siedzibą GRN w mieście Golubiu-Dobrzyniu (nie wchodzącym w jej skład) utworzono 1 stycznia 1972 w powiecie golubsko-dobrzyńskim w woj. bydgoskim. W jej skład weszły następujące obszary: obszar zniesionej gromady Gałczewko, sołectwa Białkowo i Sokołowo ze zniesionej gromady Szafarnia, sołectwa Macikowo, Nowogród, Paliwodzizna i Węgiersk ze zniesionej gromady Nowogród oraz sołectwa Gajewo, Ostrowite, Podzamek Golubski i Skępsk ze zniesionej gromady Ostrowite w tymże powiecie.
Gromada przetrwała do końca 1972 roku (dokładnie jeden rok), czyli do kolejnej reformy gminnej. 1 stycznia 1973 w powiecie golubsko-dobrzyńskim utworzono gminę Golub-Dobrzyń.